# اچ‌ام‌اس اوتوس (اس۱۸)
اچ‌ام‌اس اوتوس (اس۱۸) (به انگلیسی: HMS Otus (S18)) یک زیردریایی است که طول آن ۲۹۵٫۲ فوت (۹۰٫۰ متر) می‌باشد. این زیردریایی در سال ۱۹۶۲ ساخته شد.